# Lawyering
Lawyering («Abogacía» en español) es una autobiografía de 1976 de Helene E. Schwartz que detalla su primera década como abogada. Fue publicado en los Estados Unidos y Canadá.

## Resumen
Lawyering es una autobiografía de la primera década de Helene Schwartz como abogada, que muestra sus luchas en lo que solía ser un campo de trabajo dominado por hombres. Después de graduarse de la Facultad de Derecho de la Universidad de Columbia en 1965, Schwartz tuvo problemas para encontrar trabajo hasta que comenzó a trabajar a tiempo parcial en un bufete de abogados de Nueva York. Cuando el bufete de abogados se encargó de ayudar a los republicanos a defender a National Review de una demanda por difamación presentada por el científico Linus Pauling, Schwartz proporcionó la defensa. Debido a que no tuvo la oportunidad de trabajar en una sociedad como abogada, Schwartz dejó el bufete de abogados y fue contratada para apelar el juicio de los Ocho de Chicago. Schwartz defendió a los manifestantes contra la guerra de Vietnam y a los que protestaron contra las políticas adoptadas por la administración de Richard Nixon. Gran parte del libro trata sobre cómo ella y otras abogadas fueron tratadas en los tribunales, al mismo tiempo que se centra en su interés por el movimiento feminista.

## Publicación
El libro fue publicado en los Estados Unidos y Canadá en 1976. Schwartz escribió en el prefacio del libro: «Ser mujer no es el enfoque central de este libro, pero es necesariamente un leitmotiv. No puedo discutir mis casos sin escribir sobre el efecto que ha tenido el ser mujer en mi carrera como abogada».

## Recepción
Mike Gigandet, de The Daily News Journal, dijo que Lawyering «no es una diatriba sobre su trato como abogada», sino que «es un relato honesto y convincente» de cómo fue tratada Schwartz. Santa Clara Law Review escribió que el libro ofrece «una visión fascinante de los procedimientos de litigio no publicados». Ann McGlinn, escribiendo para The Saturday Evening Post, comparó la escritura de Schwartz de «las primeras siete páginas con una historia de Cenicienta de Adela Rogers St. Johns».